# Luarca Club de Fútbol
El Luarca Club de Fútbol es un club de fútbol de España, de la población de Luarca, en Asturias, España. Fue fundado en 1912 y compite en la Primera Asturfútbol. Juega sus partidos como local en el estadio La Veigona, que cuenta con una capacidad aproximada de 1500 espectadores.

## Historia
El club fue fundado en el año 1912 por un grupo de jóvenes aficionados al fútbol que, al no disponer de un club en el pueblo, decidieron crear uno y llamarlo Luarca Sport Club. El primer presidente fue Gumersindo Rico, uno de los impulsores de la creación del club. Los colores del equipo también fueron escogidos por ellos aunque no se tienen datos de por qué escogieron esos colores en concreto. 
En el año 2002 se celebró el 90.º aniversario del club y en 2012 se celebró una fiesta de conmemoración del centenario. 

## Uniforme
- Uniforme titular: camiseta roja con detalles en negro; pantalón y medias negras.
- Uniforme alternativo: camiseta negra con detalles en gris azulado; pantalón y medias negras.

## Estadio
El club disputa sus partidos como local en el estadio La Veigona. El campo es de hierba natural y tiene unas dimensiones de 105 x 70 metros y una capacidad de 1500 espectadores aproximadamente, dispone de una grada cubierta de unos 300 asientos. Desde el verano de 1997 se ha organizado casi todos los años, en sus instalaciones, el Trofeo Ramón Losada. Torneo que suelen disputar clubes de Primera o Segunda División.
En los primeros años del club utilizaban un terreno llamado el de los "Ocalitos" en Almuña, población cercana a Luarca.

## Trayectoria en competiciones nacionales
- Temporadas en Primera División: 0
- Temporadas en Segunda División: 0
- Temporadas en Primera Federación: 0
- Temporadas en Segunda Federación: 0
- Temporadas en Tercera: 22
- Participaciones en Copa del Rey: 0

## Trayectoria
| Temporada | Nivel | Categoría                         | Puesto | Copa del Rey |
| --------- | ----- | --------------------------------- | ------ | ------------ |
| 1949-50   | 5     | 2.ª Regional                      | —      |              |
| 1950-51   | 4     | 1.ª Categoría Regional            | 3.º    |              |
| 1951-52   | 4     | 1.ª Categoría Regional            | 3.º    |              |
| 1952-53   | 4     | 1.ª Categoría Regional            | —      |              |
| 1953-54   | 4     | 1.ª Categoría Regional            | 8.º    |              |
| 1954-55   | 4     | 1.ª Categoría Regional            | 4.º    |              |
| 1955-56   | 4     | 1.ª Categoría Regional            | 2.º    |              |
| 1956-57   | 4     | 1.ª Categoría Regional            | —      |              |
| 1957-58   | 3     | 3.ª División                      | 3.º    |              |
| 1958-59   | 3     | 3.ª División                      | 6.º    |              |
| 1959-60   | 3     | 3.ª División                      | 8.º    |              |
| 1960-61   | 3     | 3.ª División                      | 9.º    |              |
| 1961-62   | 3     | 3.ª División                      | 12.º   |              |
| 1962-63   | 3     | 3.ª División                      | 12.º   |              |
| 1963-64   | 3     | 3.ª División                      | 11.º   |              |
| 1964-65   | 3     | 3.ª División                      | 9.º    |              |
| 1965-66   | 3     | 3.ª División                      | 9.º    |              |
| 1966-67   | 3     | 3.ª División                      | 15.º   |              |
| 1967-68   | 4     | 1.ª Categoría Regional            | 11.º   |              |
| 1968-69   | 4     | 1.ª Categoría Regional            | 8.º    |              |
| 1969-70   | 4     | 1.ª Categoría Regional            | 7.º    |              |
| 1970-71   | 4     | 1.ª Categoría Regional            | 17.º   |              |
| 1971-72   | 4     | 1.ª Categoría Regional            | 6.º    |              |
| 1972-73   | 4     | 1.ª Categoría Regional            | 5.º    |              |
| 1973-74   | 4     | 1.ª Categoría Regional            | 10.º   |              |
| 1974-75   | 4     | 1.ª Categoría Regional Preferente | 10.º   |              |
| 1975-76   | 4     | 1.ª Categoría Regional Preferente | 17.º   |              |
| 1976-77   | 5     | 2.ª Regional Preferente           | 1.º    |              |
| 1977-78   | 5     | 1.ª Categoría Regional Preferente | 18.º   |              |
| 1978-79   | 5     | Regional Preferente               | 14.º   |              |
| 1979-80   | 5     | Regional Preferente               | 5.º    |              |
| 1980-81   | 5     | Regional Preferente               | 9.º    |              |
| 1981-82   | 5     | Regional Preferente               | 12.º   |              |
| 1982-83   | 5     | Regional Preferente               | 4.º    |              |
| 1983-84   | 5     | Regional Preferente               | 6.º    |              |
| 1984-85   | 5     | Regional Preferente               | 10.º   |              |
| 1985-86   | 5     | Regional Preferente               | 8.º    |              |
| 1986-87   | 5     | Regional Preferente               | 3.º    |              |
| 1987-88   | 4     | 3.ª División                      | 17.º   |              |
| 1988-89   | 4     | 3.ª División                      | 14.º   |              |
| 1989-90   | 4     | 3.ª División                      | 15.º   |              |
| 1990-91   | 4     | 3.ª División                      | 20.º   |              |
| 1991-92   | 5     | Regional Preferente               | 13.º   |              |
| 1992-93   | 5     | Regional Preferente               | 15.º   |              |
| 1993-94   | 5     | Regional Preferente               | 19.º   |              |
| 1994-95   | 6     | 1.ª Regional                      | 14.º   |              |
| 1995-96   | 6     | 1.ª Regional                      | 9.º    |              |
| 1996-97   | 6     | 1.ª Regional                      | 19.º   |              |
| 1997-98   | 7     | 2.ª Regional                      | 3.º    |              |
| 1998-99   | 7     | 2.ª Regional                      | 1.º    |              |
| 1999-2000 | 6     | 1.ª Regional                      | 8.º    |              |

| Temporada | Nivel | Categoría           | Puesto | Copa del Rey |
| --------- | ----- | ------------------- | ------ | ------------ |
| 2000-01   | 6     | 1.ª Regional        | 9.º    |              |
| 2001-02   | 6     | 1.ª Regional        | 10.º   |              |
| 2002-03   | 6     | 1.ª Regional        | 8.º    |              |
| 2003-04   | 6     | 1.ª Regional        | 4.º    |              |
| 2004-05   | 6     | 1.ª Regional        | 2.º    |              |
| 2005-06   | 5     | Regional Preferente | 13.º   |              |
| 2006-07   | 5     | Regional Preferente | 16.º   |              |
| 2007-08   | 6     | 1.ª Regional        | 3.º    |              |
| 2008-09   | 5     | Regional Preferente | 3.º    |              |
| 2009-10   | 4     | 3.ª División        | 17.º   |              |
| 2010-11   | 4     | 3.ª División        | 13.º   |              |
| 2011-12   | 4     | 3.ª División        | 7.º    |              |
| 2012-13   | 4     | 3.ª División        | 10.º   |              |
| 2013-14   | 4     | 3.ª División        | 19.º   |              |
| 2014-15   | 5     | Regional Preferente | 16.º   |              |
| 2015-16   | 5     | Regional Preferente | 11.º   |              |
| 2016-17   | 5     | Regional Preferente | 19.º   |              |
| 2017-18   | 6     | 1.ª Regional        | 2.º    |              |
| 2018-19   | 6     | 1.ª Regional        | 2.º    |              |
| 2019-20   | 6     | 1.ª Regional        | 1.º    |              |
| 2020-21   | 5     | Regional Preferente | 1.º    |              |
| 2021-22   | 5     | 3.ª División RFEF   | 11.º   |              |
| 2022-23   | 5     | 3.ª Federación      | 13.º   |              |
| 2023-24   | 5     | 3.ª Federación      | 17.º   |              |
| 2024-25   | 6     | 1.ª Asturfútbol     |        |              |

## Palmarés

### Torneos autonómicos
- Campeonato de Asturias de Aficionados (2): 1984-85 y 1986-87.
- Subcampeón del Campeonato de Asturias de Aficionados (2): 1977-78 y 1983-84.
- Regional Preferente de Asturias (1): 2020-21.
- Subcampeón de la Regional Preferente de Asturias (1): 1955-56.
- Primera Regional de Asturias (2): 1976-77 y 2019-20.
- Subcampeón de la Primera Regional de Asturias (3): 2004-05, 2017-18 y 2018-19.
- Segunda Regional de Asturias (1): 1998-99.